# Pałac w Miszkowicach
Pałac w Miszkowicach – zabytkowy pałac wzniesiony w 1790 roku, w XIX wieku został przebudowany. Obecnie jest wielorodzinnym budynkiem mieszkalnym.

## Położenie
Pałac położony jest na wschodnim skraju Miszkowic – wsi w Polsce, w województwie dolnośląskim, w powiecie kamiennogórskim, w gminie Lubawka.

## Historia
Pałac został wzniesiony w 1790 roku, w XIX wieku został przebudowany. Do początku lat 90. XX wieku budynek był siedzibą SKR, obecnie jest wielorodzinnym budynkiem mieszkalnym.

## Architektura
Pałac to dwukondygnacyjna budowla barokowa wzniesiona na planie prostokąta, nakryta wysokim dachem mansardowym z lukarnami. Do wnętrz prowadzi portal, w środku zachowały się sklepienia.

Pałac jest częścią zespołu pałacowego, w skład którego wchodzą jeszcze: dwie bramy wjazdowe z XVIII wieku, założenie ogrodowo-parkowe, budynki gospodarcze: obora i stodoła.